# Бракс, Пётр Адамович
Пётр Адамович Бракс (Пекка Бракс) (фин. Pietari Braks (10.05.1881—15.11.1937) — епископ Евангелическо-лютеранской церкви Ингрии, председатель консистории с 1925 по 1937 год.

## Биография
Пекка Бракс родился в ныне не существующей деревне Поповка Лисинской волости Царскосельского уезда Санкт-Петербургской губернии в крестьянской семье. Родители — Адам Бракс и Катарина, урождённая Спелман. 
Деревня Поповка фин. Papinmäki относилась к лютеранскому приходу Лииссиля. С 1748 по 1751 год в ней располагался пасторат. Центр прихода — кирха Святого Иоанна находилась близ соседней деревни Кайболово.
В 1900 году П. А. Бракс окончил финскую Колпанскую учительскую семинарию. 
В 1902—1906 годах служил писарем в армии, затем — учителем Закона Божия в деревне Елизаветинка и селе Лемболово. 
В 1907 году сочетался браком с Эмми Катариной Квистин. В семье родилось четверо детей: Рудольф (1908); Элла Нелли (1910); Алина (1913) и Юрьё (1919).
В 1911—1915 годах — помощник пастора, кистер-органист в церкви прихода Лииссиля. 
Во время Первой мировой войны, с сентября 1915-го по май 1918 года служил чиновником военного ведомства в Персии и Турции. 
С 1918-го по 1924 год работал школьным учителем в деревне Кайболово. Отказался от этой должности, так как не смог говорить ученикам, что Бога нет.
С 1924 года по февраль 1925-го вновь занимал должность помощника пастора и кистера-органиста в приходе Лииссиля, а также проповедовал среди мирян.
15 октября 1924 года Пекка Бракс был арестован сотрудниками ГПУ вместе с пастором прихода Лииссиля Антти Карху по обвинению в контрреволюционной агитации.
На проповеди, по случаю конфирмации 120 молодых людей, Пекка Бракс произнес: «христиане, каждый из вас знает, что мы живем в эпоху великого гнёта и давления. Чёрные тучи все сгущаются, увеличиваются и расширяются над нами, стремясь нас погубить. Необходимо вооружить все силы для борьбы против черных сил, чтобы они не могли подавить и уничтожить нашей веры и церкви. Если же мы будем смотреть сквозь пальцы, то уверяю – не пройдет и нескольких лет, как церковь закроют, поэтому надо вооружаться и бороться против чёрных сил».
В январе 1925 года Пекка Бракс был освобождён. В феврале 1925 года был рукоположен в священники. С февраля 1925-го по 1936 год — пастор церкви прихода Венйоки. С 1927 года — член Консистории.
В 1928 году в Москве во второй раз собрался Высший Синод Евангелическо-лютеранской церкви Советского Союза. Церковь Ингрии на нём представлял только член финской Евангелическо-лютеранской консистории Ингерманландии Пекка Бракс.
С 1930 года он казначей Ингерманландского высшего церковного Совета. 13 февраля 1930 года был повторно арестован за агитацию против коллективизации. 6 апреля 1930 года был приговорён к трём годам ссылки в Северный край, но 14 июня того же года Тройкой полномочного представительства ОГПУ в Ленинградском военном округе приговор был изменён на четыре месяца лишения свободы. 
С 1931 года Пекка Бракс занимал должность секретаря Ингерманландского высшего церковного Совета. С 1932 года — пастор прихода Купаница.
Повторно был арестован 31 января 1933 года «за злоупотребления в колхозе «Большие Парицы» Красногвардейского района и за связь с заграницей». 19 мая того же года дело было прекращено, Пекка Бракс — освобождён. 
С ноября 1935 года — пастор прихода Марккова.
С 1 сентября 1936-го по сентябрь 1937 года служил также пастором в Ленинграде, в финской церкви Святой Марии. В 1937 году занимал должность пастора прихода Туутари. После отъезда в Финляндию 28 апреля 1937 года председателя Консистории С. Я. Лауриккала руководить Церковью Ингрии был избран попечитель прихода Венйоки Пекка Бракс. С лета 1937 года он председатель Ингерманландского высшего церковного Совета.
19 сентября 1937 года П. А. Бракс был арестован по обвинению в шпионаже. 10 ноября 1937 года был приговорён Комиссией НКВД и Прокуратуры СССР по статье 58 части 6, 10 и 11 УК РСФСР к высшей мере наказания. Расстрелян 15 ноября 1937 года в Ленинграде, похоронен на Левашовской пустоши.

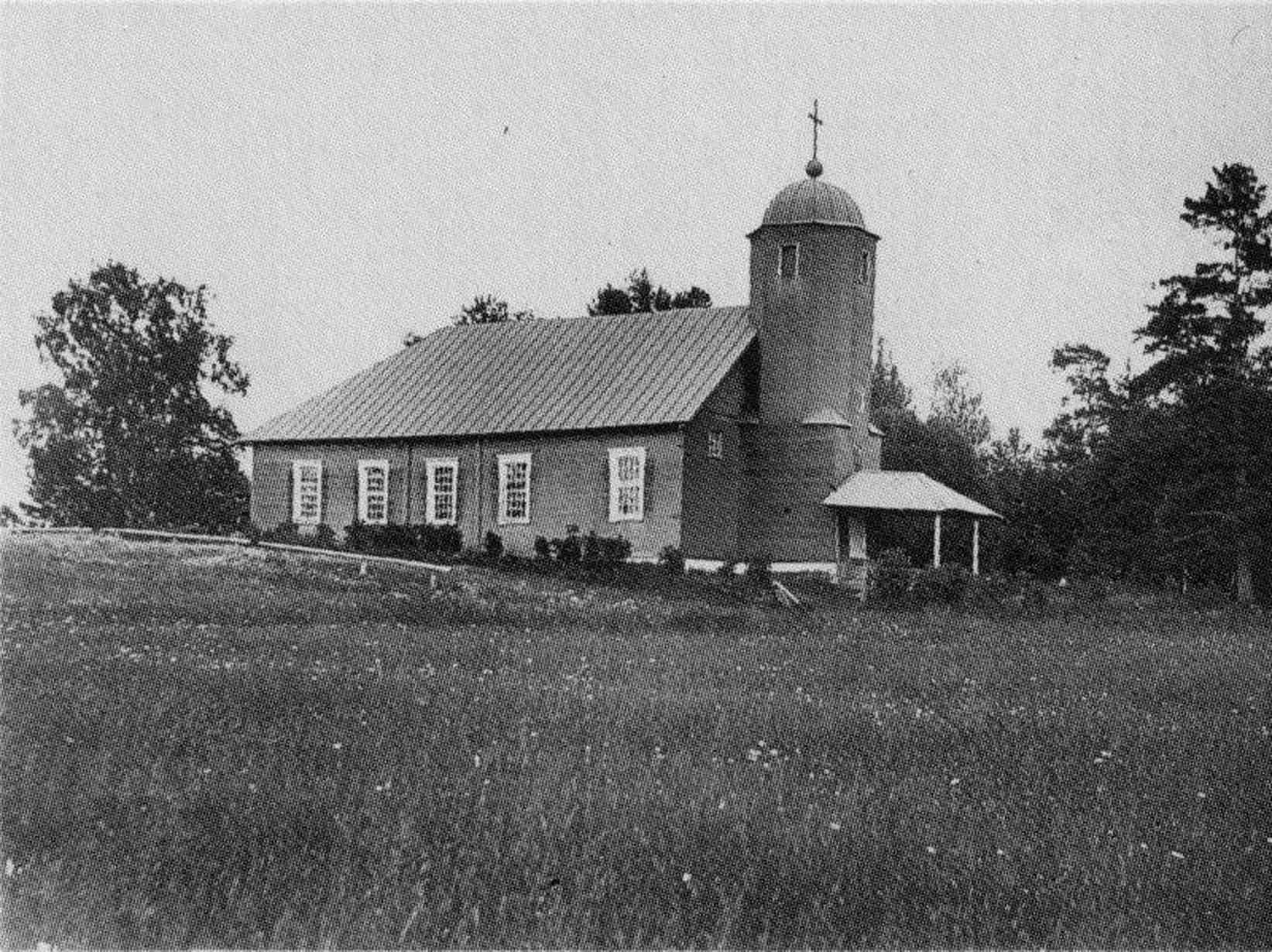
Кирха святого Иоанна прихода Лииссиля в деревне Кайболово
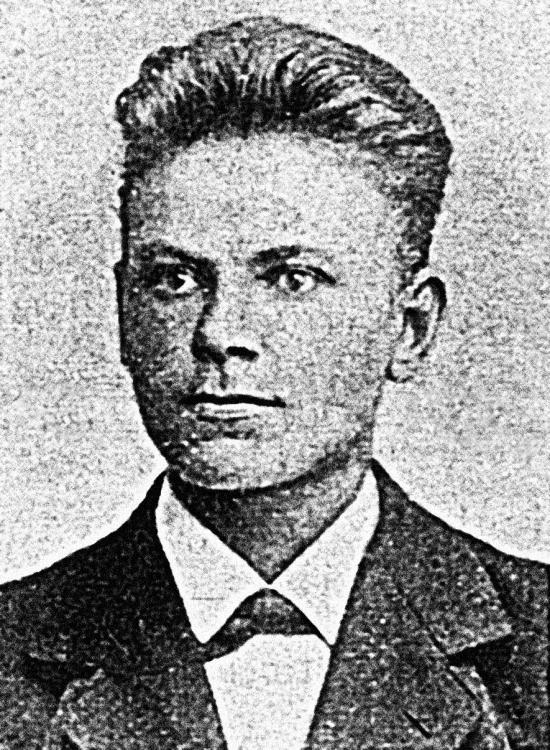
Пекка Бракс в годы учёбы в Колпанской семинарии. 1896—1900 годы
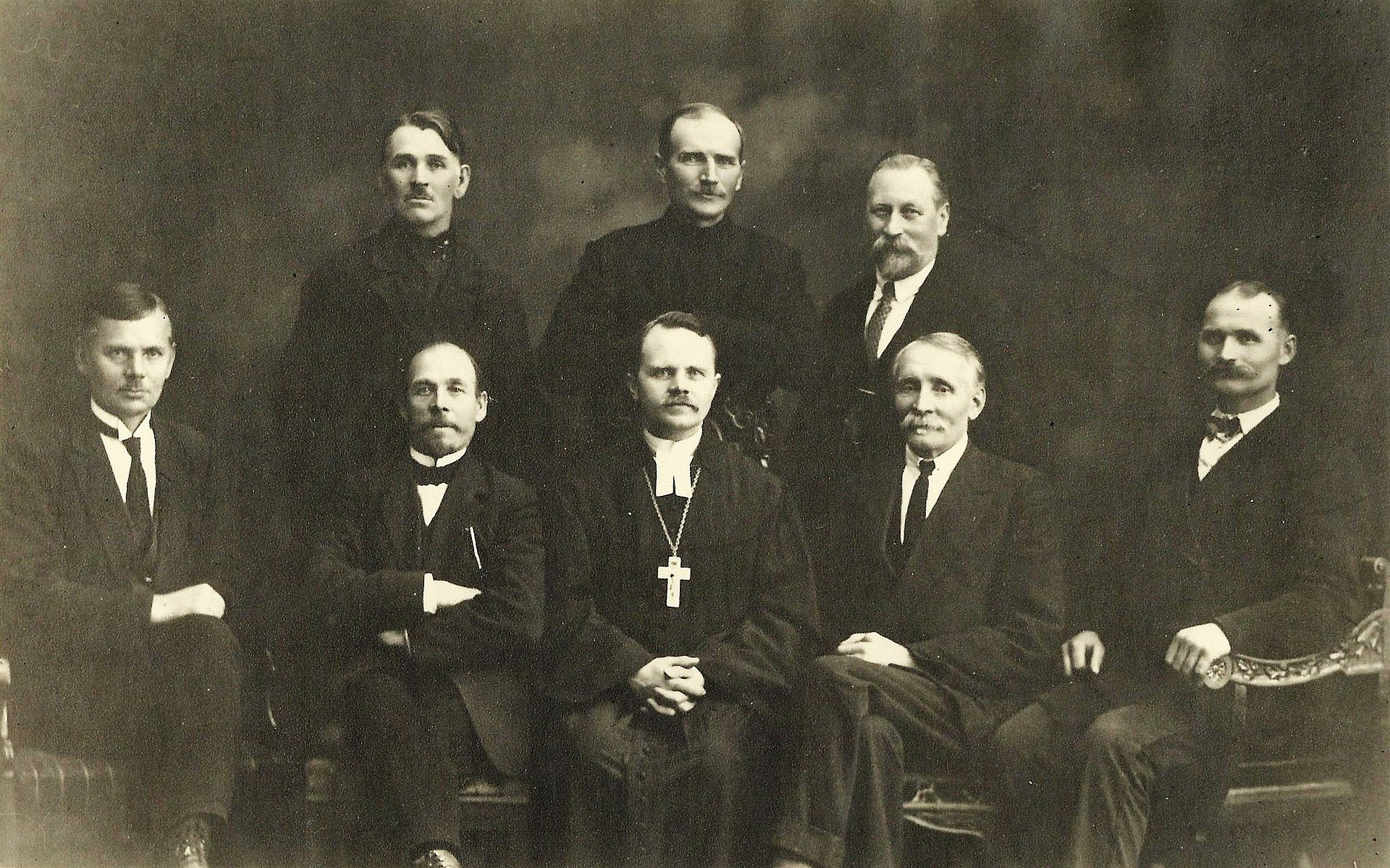
Члены Финской евангелическо-лютеранской консистории Ингерманландии. В нижнем ряду слева направо: Пекка Бракс, Симо Пеннанен, руководитель консистории Селим Ялмари Лауриккала, Пиетари Хуима и Антти Яаскеляйнен. В верхнем ряду: Матти Нярья, Самули Халттунен и казначей Юхо Блюменталь. 1920-е годы
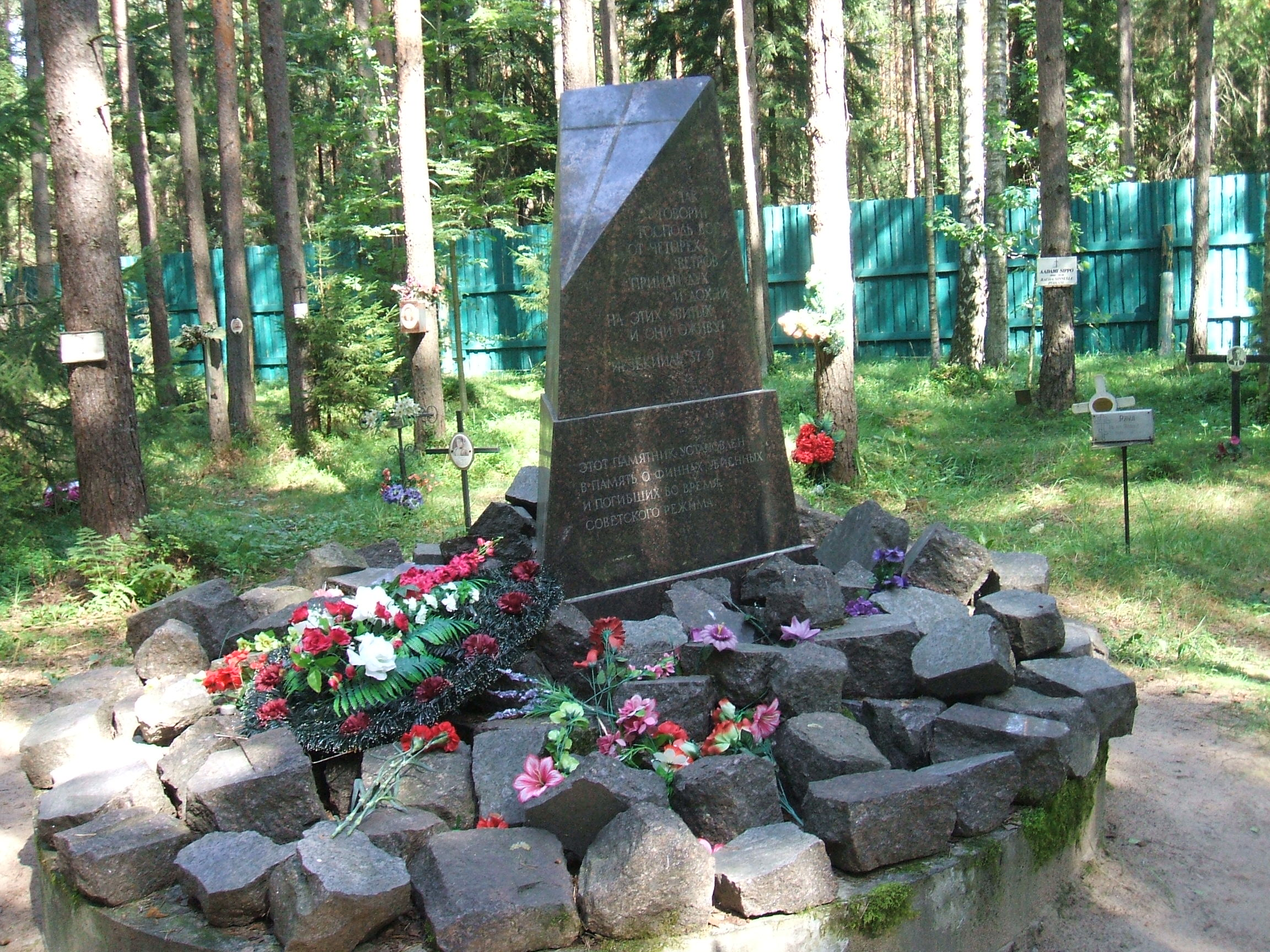
Памятник расстрелянным финнам в Левашовской пустоши